# Народна партія конвенту
Народна партія конвенту (англ. Convention People's Party, CPP) — ліва соціалістична партія в Гані, що базується на ідеях свого засновника Кваме Нкруми. Була урядовою у 1957–1966 роках.

## Історія
Була створена 1949 року для боротьби за незалежність Золотого Берега. Була започаткована прибічниками Кваме Нкруми, які вийшли з Об'єднаного конвенту Золотого Берега, в якому вони представляли радикальне крило. НПК та скликана нею в листопаді 1949 року Асамблея народних сил зажадала від Великої Британії найшвидшого надання незалежності країні. 9 січня 1950 року партія закликала до загальних страйків, демонстрацій та кампаній бойкоту англійських торгових фірм і висунула гасло «Самоврядування — зараз!».
У січні 1951 НПК взяла участь у перших виборах до Законодавчої асамблеї Золотого Берега. За їх підсумком партія отримала 34 місця з 38. У лютому того ж року Кваме Нкрума та інші лідери НПК рішенням генерал-губернатора Золотого Берега були звільнені з в'язниці, де вони пробули 13 місяців за організацію страйків і демонстрацій. Після звільнення Нкрума був призначений главою Департаменту урядових справ, а 1952 року зайняв пост прем'єр-міністра Золотого Берега.

## Участь у виборах

### Парламентські виборы
| Рік                                                       | Кількість депутатів, що пройшли | Загальна кількість депутатів |
| Вибори до Законодавчої асамблеї Золотого Берега 1951 року | 34                              | 38                           |
| Вибори до Законодавчої асамблеї Золотого Берега 1954 року | 71                              | 104                          |
| Вибори до Законодавчої асамблеї Золотого Берега 1956 року | 71                              | 104                          |
| Вибори до Парламенту Гани 1965 року                       | 198                             | 198                          |
| Вибори до Парламенту Гани 2000 року                       | 1                               | 200                          |
| Вибори до Парламенту Гани 2004 року                       | 3                               | 230                          |
| Вибори до Парламенту Гани 2008 року                       | 1                               | 228                          |

### Президентські вибори
| Рік                            | Кандидат        | Число голосів | Відсоток голосів |
| Президентські вибори 1960 року | Кваме Нкрума    | 1 016 076     | 89,07%           |
| Президентські вибори 2000 року | Джордж Хеген    | 104 531       | 1,8%             |
| Президентські вибори 2004 року | Джордж Аггудей  | 85 968        | 1,0%             |
| Президентські вибори 2008 року | Паа Квесі Ндуом | 113 494       | 1,34%            |